# Sosniwka (rejon starosamborski)
Sosniwka (ukr. Соснівка; hist. Nanczułka Mała) – wieś na Ukrainie, w obwodzie lwowskim, w rejonie samborskim (wcześniej w rejonie starosamborskim), nad Leniną. W 2001 roku liczyła około 180 mieszkańców.
W 1921 roku liczyła około 355 mieszkańców. Przed II wojną światową należała do powiatu starosamborskiego.

## Ważniejsze obiekty
- Cerkiew św. Michała Archanioła w Sosniwce